# Hecalus ghaurii
Hecalus ghaurii är en insektsart som beskrevs av Rama Subba Rao och K. Ramakrishnan 1990. Hecalus ghaurii ingår i släktet Hecalus och familjen dvärgstritar. Inga underarter finns listade i Catalogue of Life.